# Juan Clara
Juan Clara (Olot, 6 décembre 1875 - Paris 10e, 7 février 1958) est un sculpteur espagnol qui a surtout exécuté des sculptures d'enfant.